# Thérouanne (Fluss)
Die Thérouanne ist ein Fluss in Frankreich, der im Département Seine-et-Marne in der Region Île-de-France verläuft. Sie entspringt im Stadtgebiet von Saint-Pathus und entwässert generell in südöstlicher Richtung. Oberhalb von Congis-sur-Thérouanne zweigt der Canal de la Thérouanne ab, der den Schifffahrtskanal Canal de l’Ourcq mit Wasser versorgt. Der Fluss unterquert den Kanal, dreht scharf nach Südwest und mündet nach insgesamt rund 23 Kilometern im Gemeindegebiet von Congis-sur-Thérouanne als rechter Nebenfluss in einen Seitenarm der Marne.

## Orte am Fluss
- Saint-Pathus
- Oissery
- Étrépilly
- Congis-sur-Thérouanne